# Elección al trono de Grecia (1862-1863)
La elección al trono de Grecia de 1862-1863 (en griego moderno: Εκλογή στο θρόνο της Ελλάδας του 1862-1863), también conocida como la segunda elección al trono de Grecia, fue un proceso desarrollado desde octubre de 1862 a junio de 1863 en el Reino de Grecia para designar a un nuevo rey de los helenos. El proceso de la elección se dio después de la destitución del rey Otón I, de origen bávaro y miembro de la Casa de Wittelsbach.
El 23 de octubre de 1862, después de una serie de pequeñas revueltas, Otón fue destronado por un gobierno provisional griego. Ante esto, las grandes potencias protectoras de Grecia —el Segundo Imperio francés, el Imperio británico y el Imperio ruso— acordaron con el gobierno provisional dar un nuevo soberano al reino, pero las discrepancias de las potencias al elegir un candidato terminaron propiciando un referéndum en diciembre de 1862. El resultado de este fue la elección el príncipe Alfredo de Sajonia-Coburgo-Gotha, hijo de la reina Victoria del Reino Unido, como el nuevo soberano de Grecia, pero la falta de interés del gobierno británico de mandar al príncipe a gobernar en Atenas y los reproches de los gobiernos francés y ruso, para evitar darle demasiado poder al Reino Unido en el Mediterráneo oriental, impidieron que el príncipe inglés ascendiera al trono heleno.
Por tanto las potencias propusieron a otros candidatos de acuerdo a la conferencia de Londres de 1832, siendo presentados Fernando II, exrey jure uxoris de Portugal; Nicolás, duque de Leuchtenberg; Ernesto II, duque de Sajonia-Coburgo-Gotha y Guillermo de Baden. Todos fueron rechazados o rechazaron la oferta de gobernar Grecia. A finales de marzo de 1863 el Reino Unido propuso al príncipe Guillermo de Dinamarca (hermano de Alejandra de Dinamarca, princesa consorte de Gales y de Dagmar de Dinamarca, futura esposa de Alejandro III de Rusia). El 30 de marzo de 1863 las potencias protectoras y la Asamblea Nacional de Grecia eligieron al joven príncipe Guillermo como futuro rey de los helenos, sin embargo el gobierno danés tardó en aceptar la elección del danés y no fue sino hasta el 1 de junio cuando fue reconocido oficialmente. El 6 de junio de 1863 una delegación griega encabezada por Constantino Kanaris llegó al Palacio de Christiansborg, en Copenhague, y finalmente Guillermo fue declarado rey de los helenos bajo el nombre de «Jorge I».

## Antecedentes

### La Gran Idea

Situación de Grecia bajo el gobierno de Otón: Reino de Grecia Imperio otomano Eyalato de Egipto Estados Unidos de las Islas Jónicas Principado de Samos

Entre los años 1850 y 1860, el joven Reino de Grecia fue sacudido por un doble movimiento de disputas. El sentimiento de nacionalismo griego del siglo XIX había hecho florecer una de serie de sentimientos panhelénicos dentro del reino. A este movimiento se le llamó la «gran idea» (en griego moderno: Μεγάλη Ιδέα, Megáli Idéa). El primero en usar este término fue Ioannis Kolettis, político griego de origen valaco.  
La cantidad de griegos dentro del Estado griego era de menos de un tercio. Los principales centros culturales, religiosos y económicos helenos se encontraban fuera del reino. La diáspora griega se encontraba dispersa por todo el Mediterráneo oriental (principalmente en la península balcánica, las islas del Egeo y en la península de Anatolia, todas ellas por entonces bajo dominio del Imperio otomano), e incluso las tres primeras capitales del Reino de Grecia —Egina, Nauplia y Atenas— contaban con alrededor de 5000 habitantes (mientras que en algunas ciudades, como Constantinopla, los griegos superaban los 20 000 habitantes), lo cual decepcionó en gran medida a los patriotas, que en su mayoría habían participado en la guerra de independencia de Grecia, dentro y fuera del Estado. Todo ello aumentó el resentimiento hacia el rey Otón, pues reprochaban la falta de poder para aumentar su reino.  
El origen de la Gran Idea se sitúa tras el golpe de Estado del 3 de septiembre de 1843. Durante las negociaciones para la redacción de la constitución griega, Ioannis Kolettis dijo defender los derechos de los heteróctonos. Fue él mismo quien clasificó a los helenos en dos grandes grupos: los autóctonos y los heteróctonos. Estos, griegos fuera del Reino de Grecia, superaban en número a los autóctonos, griegos nacidos en el reino griego. El 14 de enero de 1844, Kolettis declaró ante la Asamblea Constituyente griega:

Con Oriente a su derecha y Occidente a su izquierda, [Grecia] está predeterminada por su renacimiento a iluminar a Oriente, como lo fue por su ascenso a Occidente.

En el espíritu […] de esta gran idea, siempre he visto a los representantes de la Nación destino de Grecia, sino de la nación griega en su conjunto. […] Cuanto más vasta era esta gran idea que teníamos de la patria, y que habíamos encontrado expresada por primera vez en el canto de Rigas.

El reino griego no es toda Grecia, sino solo una parte, la más pequeña y pobre. Griego no es solo el que vive en el reino, sino que también el que vive en Ioánina, en Tesalia, en Serres, en Adrianópolis, en Trebisonda, en Creta, en Samos y en cualquier otra tierra asociada con la historia griega o la raza griega […].

Este discurso es considerado como el primer manifiesto público de la Gran Idea —pues expresaba como los griegos deseaban unir todos los territorios asociados con la historia o raza griega—. Otón I fue uno de los principales impulsores de esta ideología política, desplegando una intensa propaganda en su favor. Esto aumentó en seguida la popularidad del rey, aunque solo duraría poco tiempo. 

Animados por la guerra de Crimea, los griegos, principalmente bandoleros y estudiantes universitarios, organizaron varias guerrillas que invadieron Epiro, Tesalia y Creta, por entonces regiones otomanas. El resultado de esta invasión fue un desastre, pues los gobiernos británico y francés obligaron al rey a parar la creación de guerrillas. Para evitar una guerra entre griegos y otomanos, el Reino Unido y Francia enviaron una serie de buques de guerras al puerto de El Pireo, que permanecieron hasta febrero de 1857. Esto causó un gran descontento entre los griegos. A esto se le sumaron la política despótica, los grandes gastos a causa de las construcciones del rey y, sobre todo, el no haber engendrado un heredero, circunstancias que aumentaron el descontento popular.

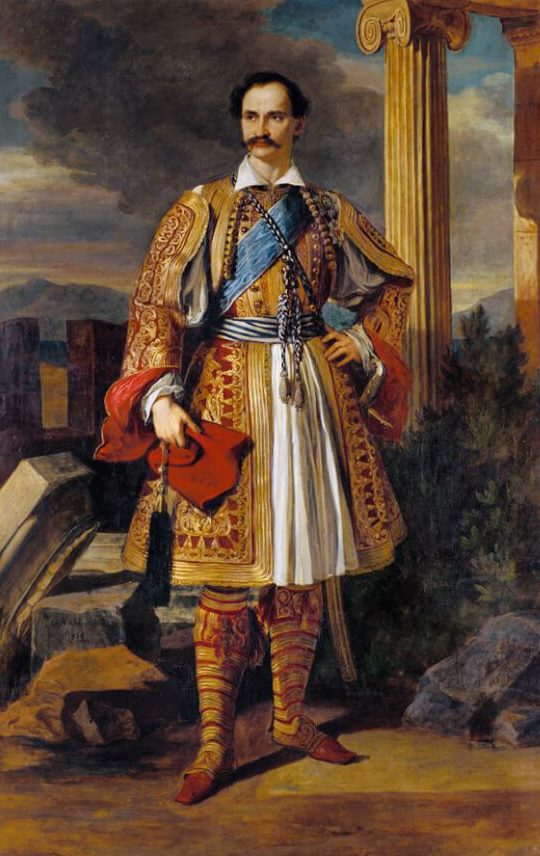
El rey Otón portando el traje tradicional de Grecia.

### Crisis dinástica de Otón I
El artículo 8 del convenio firmado el 7 de mayo de 1832 en la conferencia de Londres, establecía que:

La Corona Real y la dignidad serán hereditarias en Grecia y pasarán a los descendientes y herederos directos y legítimos del príncipe Otón de Baviera, por orden de primogenitura. En caso de fallecimiento del príncipe Otón de Baviera sin causa directa y lícita, la Corona de Grecia pasará a su hermano menor y a sus descendientes y herederos directos y legítimos, por orden de primogenitura. En caso de fallecimiento también del Príncipe mencionado en último lugar, sin causa directa y lícita, la Corona de Grecia pasará a su hermano menor y a sus descendientes y herederos directos y legítimos, en el orden de primogenitura.
En ningún caso la Corona de Grecia y la Corona de Baviera estarán unidas sobre la misma cabeza.

Esto daba esperanza al rey de que uno de sus hermanos o sobrinos lo sucediera a su muerte y se crease así una dinastía en el reino griego. Sin embargo, la promulgación de la primera Constitución griega, redactada entre 1843 y 1844, cambió la situación. El artículo 40 de la ley fundamental establecía que la corona de Grecia pertenecía a la dinastía del rey Otón, pero que su sucesor debería profesar la religión ortodoxa griega.
Sin embargo, los hermanos del rey se mantuvieron fieles a su fe católica y se negaron a convertir o a criar a sus hijos en otra religión. Consciente de ello, el rey Otón viajó en varias ocasiones a Múnich para persuadirlos de criar a algunos de sus sobrinos en la religión ortodoxa. Sin embargo, sus hermanos declararon que ni ellos ni su hijos renunciarían al catolicismo para acceder al trono de Grecia. Durante varios años, la sucesión griega fue, por lo tanto, víctima de la actitud de los príncipes bávaros, que se negaron a renunciar a sus derechos dinásticos, pero hicieron pocos esfuerzos para consolidar su posición.
En 1858, los helenos marcharon por las calles de la capital griega con pancartas exigiendo el nombramiento de duque Nicolás de Leuchtenberg como heredero del rey Otón. La popularidad del duque fue tanta, que le hizo perfilarse como el favorito de Rusia y Francia.
No fue sino en 1861 que las cosas empezaron a cambiar dentro de la casa de Wittelsbach. El príncipe Luis de Baviera, hijo mayor de Leopoldo, cercano a su decimosexto cumpleaños, se empezó a interesar en el trono helénico. Sus padres albergaban reticencias al respecto, pero terminaron aceptando que se convirtiese a la religión ortodoxa griega cuando fuese mayor edad y planearon comprometerlo en matrimonio con su prima Eugenia de Leuchtenberg, nieta del zar Nicolás I de Rusia, para tranquilizar a los griegos, pero ya era demasiado tarde, pues los griegos se habían cansado de esperar.

#### Atentado contra la reina Amalia
La tensión nacionalista griega se vio plasmada en un atentado frustrado contra la reina Amalia. El 18 de septiembre, cerca de las 21:00 horas, un joven estudiante llamado Aristide Dosios disparó una pequeña pistola contra la reina consorte mientras esta se encontraba dando un paseo a caballo. El motivo del atentado era, según su autor, que la reina «no deseaba el agrandamiento de Grecia». El atento logró despertar una gran simpatía por la reina Amalia, pero demostraba la inevitable caída de Otón.
Una vez en prisión, Dosios declaró que no se arrepentía de su acto, pues, según sus palabras, «Grecia necesitaba un rey que supiera como liberar a los trece millones de griegos que gemían bajo el yugo otomano». En enero de 1862, fue condenado a muerte pero, por petición de la reina, la sentencia fue conmutada por cadena perpetua.

### Revolución de octubre de 1862
Los intentos del rey Otón de implementar la gran idea no dieron fruto alguno y finalmente estallaría una insurrección en Nauplia el 1 de febrero. Pero la revuelta, mal preparada, fue sofocada finalmente el 20 de marzo. Consciente del descontento popular y buscando tranquilizar al población para fortalecer su poder, el soberano y su esposa partieron en una gira oficial por el Peloponeso y las islas del Egeo. La pareja real salió de Atenas el 16 de octubre rumbo a Spetses, pero dos días después surgió una nueva insurrección en el reino. Vonitsa se había levantado y la revuelta se extendió rápidamente a Patras y Mesolongi. La revuelta alcanzó la capital griega el 22 de octubre, donde se organizaron manifestaciones y el ejército, encargado de suprimirla, no tardó en sumarse a la multitud. Esa misma noche se nombró a un gobierno provisional con Voulgaris, Kanaris y Rufos a la cabeza.
El 23 de octubre, el rey fue destronado por las nuevas autoridades, que promulgaron un decreto por el cual el poder de Otón quedaba abolido, junto a la regencia de su consorte. Inmediatamente se convocó a una asamblea para organizar el país y elegir un nuevo rey.
Abandonada por los embajadores de las potencias protectoras, la expareja real griega se embarcó en el Scylla, un barco de guerra británico, y partió rumbo al exilio a Bamberg, en el Reino de Baviera. A pesar de todo y contrariamente a lo que preveía el primer borrador del decreto griego, la casa de Wittelsbach no estaba oficialmente destituida y un príncipe bávaro todavía parecía que podía suceder al exrey Otón.

## Más de cuatro meses de incertidumbres

### División de las potencias protectoras
Los gobiernos de las potencias protectoras de Grecia —Francia, el Reino Unido y Rusia— se preocuparon por la voluntad expansionista de los helenos cuando estalló la revolución en Atenas. Las grandes potencias europeas temían que los revolucionarios desestabilizaran el equilibrio internacional declarando una guerra al Imperio otomano para lograr la unificación de los helenos.
Sin embargo, el gobierno provisional griego fue especialmente mesurado y se cuidó de no contrariar a las grandes potencias protectoras ni a la «Sublime Puerta». Así, aunque en principio se planeaba convocar a representantes griegos del Imperio otomano a participar en la nueva Asamblea Nacional, finalmente se decidió que solo griegos del reino podrían ocupar un puesto en ella. Tranquilizados por la actitud de los griegos, los gobiernos británico, francés y ruso acordaron trabajar juntos y ocuparse de la sucesión real.
Según el protocolo de la conferencia de 1832, el príncipe Amadeo de Saboya era la persona idónea para ocupar el trono griego, pero este no era favorable a los intereses británicos. Contra todo pronóstico, se proclamó la candidatura de Alfredo de Sajonia-Coburgo-Gotha, segundo hijo varón de la reina Victoria. Esto sembró rápidamente una gran disensión entre el Reino Unido y Rusia, pues hizo que existiesen dos grandes candidatos para suceder a Otón en el trono griego. El partido inglés apoyaba activamente a Alfredo, mientras que el ruso prefería a Nicolás, duque de Leuchtenberg y sobrino del zar Alejandro II. La población helénica esperaba que la elección del primer candidato comportase la anexión de las islas Jónicas (por entonces un protectorado británico) al reino y, por añadidura, la posibilidad de un acercamiento con los británicos, protectores tradicionales del vecino Imperio otomano, mientras que optar por el segundo tenía la ventaja de asegurarse un soberano ortodoxo (como exigía el artículo 40 de la Constitución griega de 1843-1844) y cercano al zar de Rusia.
Pero el tratado firmado por las potencias protectoras en la Conferencia de Londres de 1832 prohibía que los príncipes de las casas reinantes en el Reino Unido, Francia y Rusia pudieran ascender al trono helénico. Por lo tanto, el príncipe Alfredo quedaba claramente excluido de la sucesión, mas no ocurría lo mismo con Nicolás, a quien el zar Alejandro no consideraba un Romanov. Aunque no lo fuese, el Reino Unido deseaba firmemente excluir al duque por ser pariente del zar de Rusia.
Durante varias semanas, hubo gran tensión entre las dos potencias: mientras que en San Petersburgo se negaban a excluir al duque de Leuchtenberg, en Londres amenazaban con aceptar la candidatura del príncipe Alfredo. Por su parte, en Francia se mostraban relativamente desinteresados en la cuestión de la sucesión; se negaban categóricamente a que un príncipe inglés se convirtiera en rey de los helenos, aunque no se oponían a que lo hiciese un descendiente de la emperatriz Josefina.

### La búsqueda imposible de un candidato de la casa de Sajonia-Coburgo-Gotha

#### El referéndum de 1862 y la elección del príncipe Alfredo
Las potencias protectoras estaban divididas sobre la sucesión Otón, pero los helenos se pronunciaron poco a poco en su mayoría a favor de la candidatura del príncipe Alfredo. En consecuencia, el 24 de octubre de 1862, Dimitrios Kallergis, embajador griego en París, pidió al emperador Napoleón III que ofreciera la corona helena al hijo de la reina Victoria. A lo largo de las semanas, en Atenas se produjeron manifestaciones populares a favor de Alfredo; así, entre el 22 y 23 de octubre, cientos de atenienses marcharon por las calles con retratos del joven príncipe adornados de flores.
Frente al riesgo de la elección del británico, el gobierno ruso aceptó oficialmente la exclusión del duque de Leuchtenberg el 2 de diciembre. En contraparte la reina Victoria renunció definitivamente a la candidatura de su hijo el día siguiente. Ambas potencias firmaron un acuerdo sobre el asunto el 4 de diciembre; a partir de entonces, los rusos renunciaron a presentar ningún candidato al trono del Reino de Grecia (aunque siguieron insistiendo en la necesidad de un rey de fe ortodoxa) y la elección quedó en manos de los diplomáticos franceses y británicos.
Los helenos y el gobierno provisional, lejos de renunciar a la posibilidad de que el príncipe del Reino Unido subiera al trono de Grecia, amenazaron con instaurar una república si las potencias protectoras no aceptaban la candidatura de Alfredo. Finalmente se organizó un referéndum entre el 6 y 16 de diciembre para determinar quién sería el nuevo soberano; el príncipe británico fue elegido con el 95 % de los votos.
| Resultado del referéndum                     | Resultado del referéndum |
| Candidato                                    | Votos                    |
| -------------------------------------------- | ------------------------ |
| El príncipe Alfredo de Sajonia-Coburgo-Gotha | 230 016                  |
| El duque de Leuchtenberg                     | 2400                     |
| Un rey ortodoxo                              | 1917                     |
| El emperador de Rusia                        | 1841                     |
| El gran duque Nicolás                        | 1821                     |
| Un rey                                       | 1763                     |
| El príncipe Nicolás de Rusia                 | 1741                     |
| El gran duque Constantino                    | 478                      |
| El príncipe Napoleón                         | 345                      |
| Un príncipe Bonaparte                        | 246                      |
| Una república                                | 93                       |
| Un príncipe ruso                             | 14                       |
| El príncipe Amadeo I de Italia               | 13                       |
| Un miembro de la familia imperial rusa       | 9                        |
| Un príncipe Romanov                          | 8                        |
| El conde de Flandes                          | 7                        |
| El príncipe Guillermo de Dinamarca           | 6                        |
| Un príncipe Ypsilanti                        | 6                        |
| Giuseppe Garibaldi                           | 3                        |
| Enrique de Orleans                           | 3                        |
| Napoleón III                                 | 2                        |
| Un príncipe de Suecia                        | 2                        |
| Francisco de Orleans                         | 1                        |
| Patrice de Mac Mahon                         | 1                        |
| Jean-Gabriel Eynard                          | 1                        |
| El exrey Otón I de Grecia                    | 1                        |
| Total de votos                               | 241 202                  |

A pesar de todo, el resultado del referéndum no cambió la actitud del gobierno británico. La reina Victoria había perdido a su esposo, el príncipe Alberto, un año antes y temía separarse de uno de sus allegados. De hecho, la muerte sucesiva de tres de sus primos portugueses, víctimas de la fiebre tifoidea en 1861, le recordaba la enfermedad que le había privado de su marido, y que además había causado grandes estragos en los países mediterráneos. Por añadidura, la soberana tenía otras intenciones para sus hijos, como hacer realidad el deseo del difunto Alberto de que Alfredo sucediese a su tío Ernesto II en el ducado de Sajonia-Coburgo-Gotha, por lo que rechazó una vez más la corona helénica el 24 de diciembre.

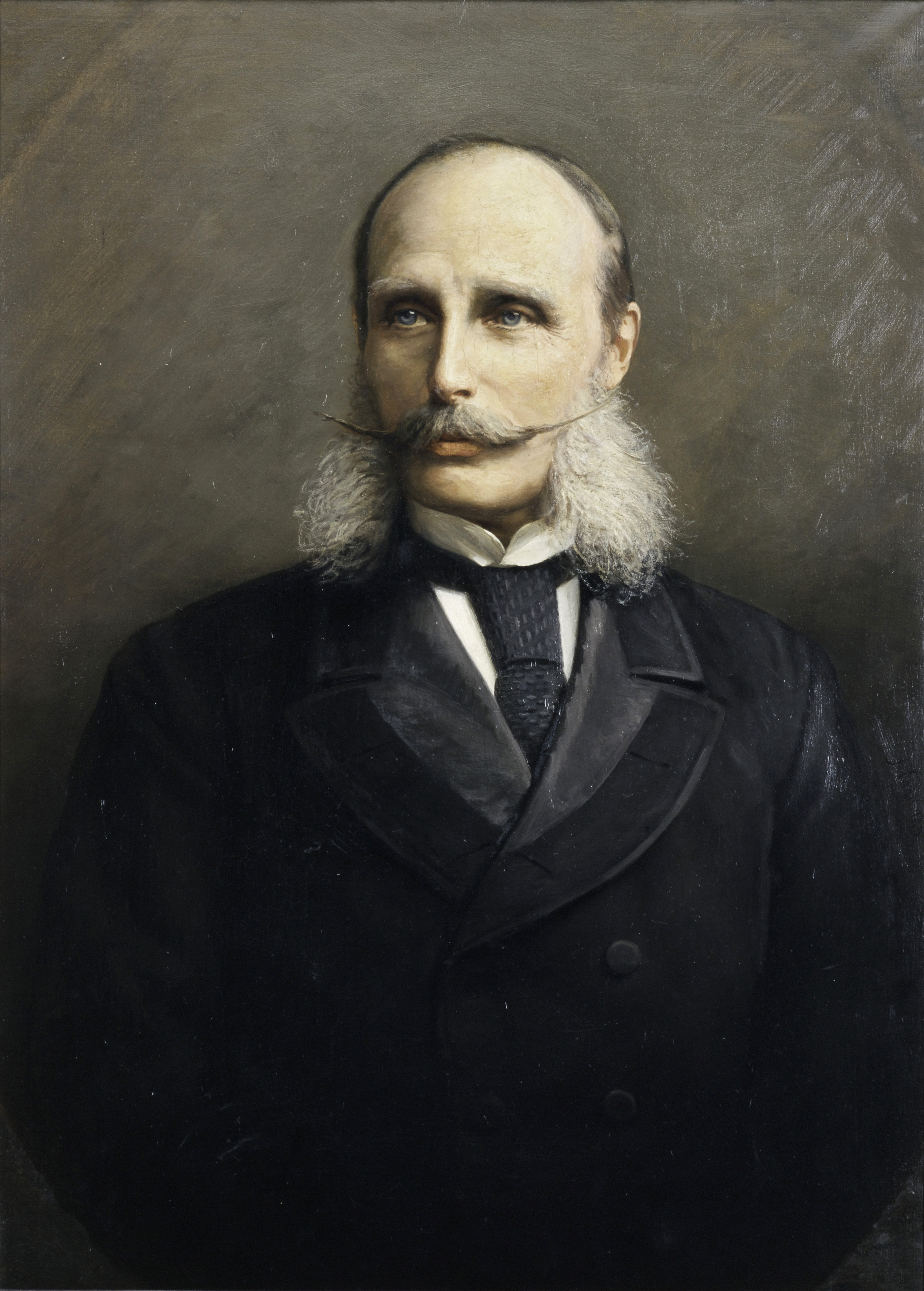
El príncipe Enrique de los Países Bajos, candidato por Francia.

#### Candidatos rápidamente rechazados
Las potencias europeas se pusieron a buscar nuevos candidatos para el trono de Grecia desde diciembre de 1862. Francia propuso a Óscar de Suecia y Enrique de los Países Bajos, mientras que el Reino Unido postuló a Nicolás de Nassau y a Fernando II de Portugal.
Sin embargo, los candidatos franceses rechazaron el ofrecimiento. Por su parte, el emperador Napoleón III rehusó aceptar a Nicolás de Nassau, a quien acusó de haber servido en las filas austríacas durante la campaña de Italia; quedó solamente como posible candidato el exrey de Portugal, quien era primo hermano de la reina Victoria y del príncipe Alberto.

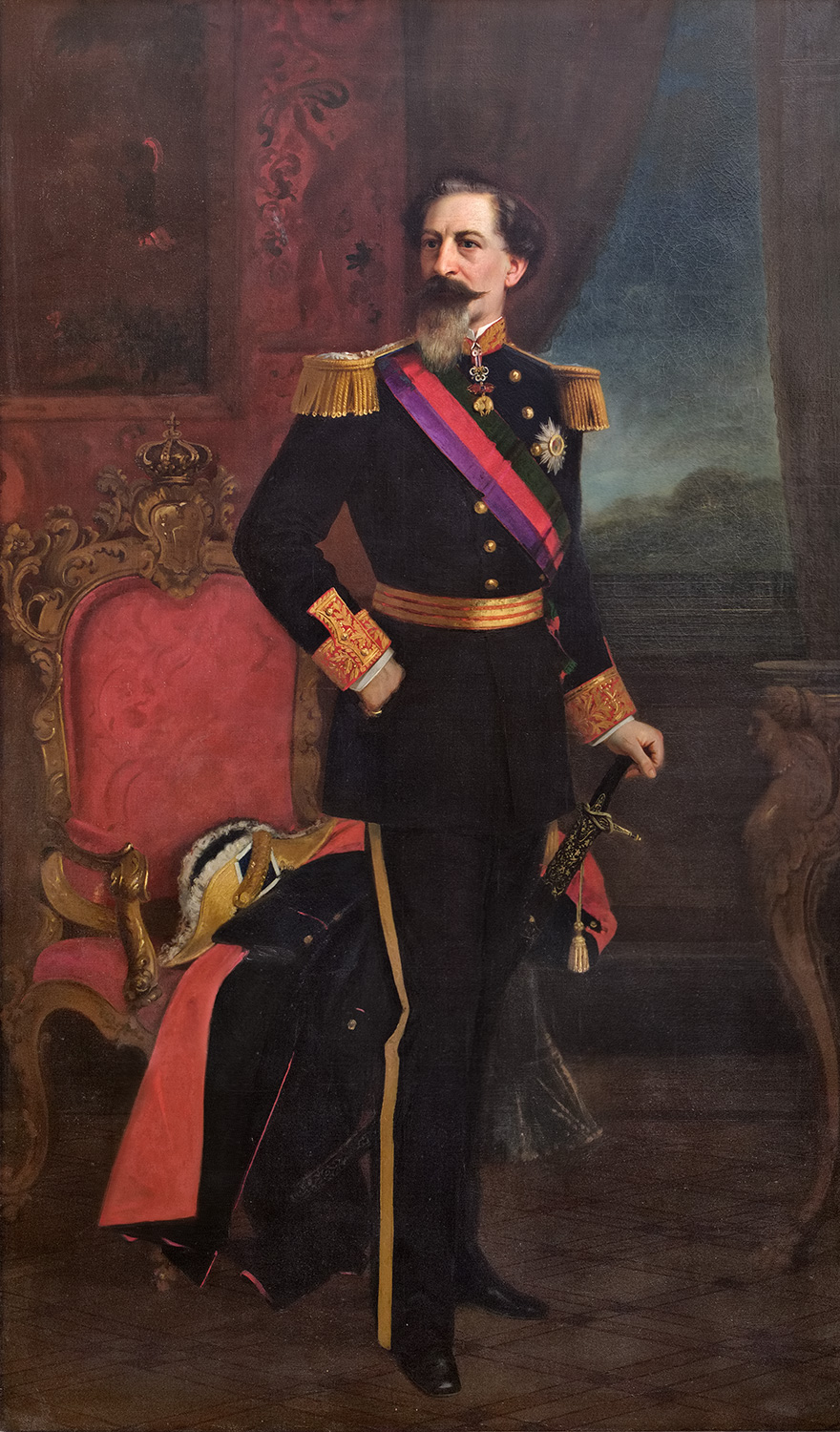
El exrey Fernando II de Portugal, príncipe de Sajonia-Coburgo y Gotha.

#### La búsqueda de otro candidato de la Casa de Sajonia-Coburgo-Gotha
El Reino Unido entonces empezó a buscar nuevos candidatos aceptables para los griegos; deseaba que el nuevo soberano heleno le fuese propicio a causa del interés británico por influir en el Mediterráneo oriental. Los británicos realizaron grandes esfuerzos para quedar en gracia con los helenos, pese a haber rehusado que Alfredo fuese su nuevo rey. Fue entonces que el gobierno británico prometió ceder su protectorado de las islas Jónicas al Reino de Grecia en agradecimiento por la confianza brindada por los helenos al haber escogido a Alfredo.
El primer candidato de los británicos fue Fernando II de Portugal. Pero los griegos aún porfiaban en ceder la corona al hijo de la reina Victoria. Por su parte, París y San Petersburgo ofrecieron su apoyo mesurado al candidato del Reino Unido. Francia le daba su apoyo mientras evocaba el nombre del duque de Aumale en caso de fracaso de la candidatura del portugués. En cuanto a Rusia, no se pronunció oficialmente, aunque en realidad buscaba frustrar los planes del Reino Unido y persuadir a Francia para que retirara su respaldo al candidato de los británicos. Además de eso, otros países europeos buscaron intervenir en las elecciones, como Austria, que temía la llegada de un príncipe de Saboya a la cabeza de Grecia y que firmó un acuerdo con Francia para evitarlo.
No obstante, no fue la oposición de las cancillerías europeas la que le impidió al Reino Unido postular a Fernando como rey de los helenos, sino el rechazo del eventual candidato: el 11 de diciembre de 1862, el exrey de Portugal le comunicó a la reina Victoria que rechazaba la corona de Grecia. Pero el gobierno británico persistió y, pensando que Fernando no era consciente del compromiso del Reino Unido de ceder las islas Jónicas, se puso en contacto con el rey Leopoldo I de Bélgica para que convenciera a su sobrino de aceptar la propuesta británica.
El rey de los belgas, quien había aspirado al trono de Grecia en 1830, deseaba firmemente que un miembro de la Casa de Wettin ascendiera al trono helénico y en consecuencia envió a su secretario Jules Devaux a Lisboa para intentar que el exrey de Portugal cambiase de opinión. Pero Fernando se negó a acceder a ello una vez más, pues temía desempeñar el papel de mero gobernador al servicio británico en Atenas; prefirió dedicarse a las artes y a su relación amorosa con Elisa Hensler. No fue sino a finales de enero de 1863 cuando los británicos asumieron definitivamente la negativa del portugués.

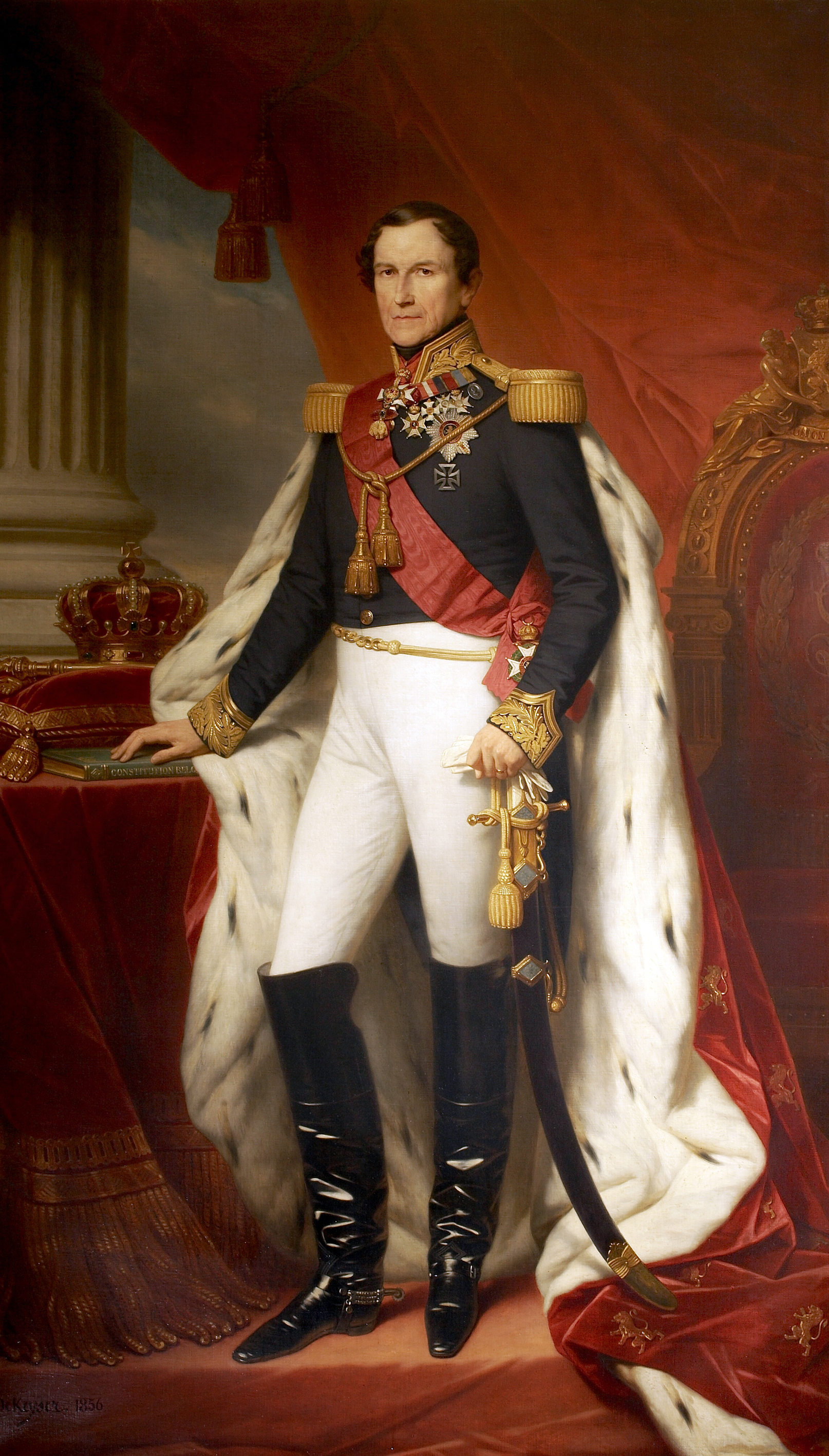
Leopoldo I, rey de los belgas, retratado por Franz Winterhalter.

#### Un Sajonia-Coburgo-Gotha reemplaza a otro
El gobierno británico no se desanimó por el intento fallido de postular a Fernando II y, al enterarse de la candidatura del príncipe Guillermo de Baden, comprometido con la princesa María de Leuchtenberg y por tanto cercano a Rusia, se dirigió a Ernesto II de Sajonia-Coburgo-Gotha, hermano mayor del príncipe Alberto y primo de Fernando II.
El rey Leopoldo I escribió al duque de Sajonia-Coburgo-Gotha el 25 de diciembre de 1862 a petición del gobierno británico para convencerlo de que aspirase al trono de Grecia. Pero, al mismo tiempo, el rey de los belgas intentó persuadir a su hijo, el conde de Flandes, para presentar su candidatura al trono. Por su parte, en el Reino Unido, lord Palmerston insistió a la reina Victoria de la necesidad de tener un soberano en Atenas que fuera cercano a Londres y además que profesara ideas liberales.
A diferencia de su primo portugués, Ernesto II en primera instancia parecía estar dispuesto a aceptar la candidatura, pero le pidió a su tío una aclaración sobre el sentir de los helenos y las potencias protectoras sobre su candidatura, así como información sobre la abdicación del rey Otón I. Leopoldo I le respondió el 4 de enero de 1863. En su carta de respuesta el monarca aseguró a su sobrino el total acuerdo de las potencias (que, sin embargo, estaban lejos de estarlo) y la voluntad de los helenos de tenerlo por soberano. Añadió además que el Reino Unido estaba dispuesto a ceder las islas Jónicas a Grecia y que Ernesto podría retener fácilmente el Ducado de Sajonia-Coburgo y Gotha mientras reinaba en Atenas y, por añadidura, al no tener hijos, debería nombrar a un príncipe de su casa, la casa de Sajonia-Coburgo y Gotha, para sucederlo en el trono helénico.

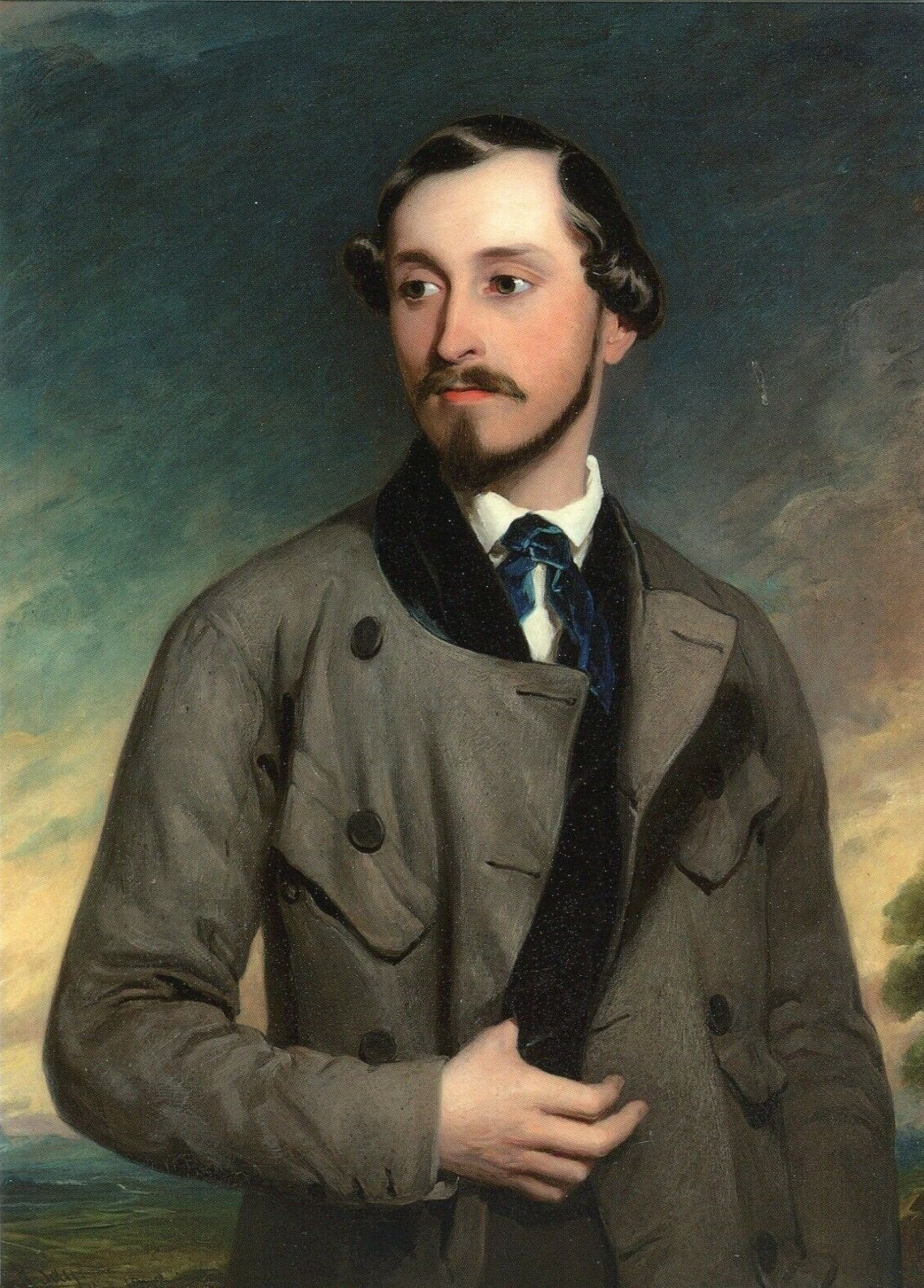
El duque Ernesto II de Sajonia-Coburgo-Gotha. Su negativa a abdicar la corona ducal de Coburgo le impidió aspirar a la de Grecia.

No obstante, el gobierno británico y la reina Victoria no estaban dispuestos a que Ernesto conservase su ducado alemán si obtenía la corona griega: insistían en que debía abdicar en Coburgo. A fin de mantener su ducado, Ernesto II sopesó aceptar una simple regencia en Grecia hasta que uno de sus jóvenes parientes tuviera suficiente edad para reinar, pero en Londres rechazaron la idea y entre el 18 y 21 de enero convocaron a una reunión en Bruselas entre Ernesto, Leopoldo I y un miembro del gabinete británico para discutir el tema del trono heleno.
Por su parte, la candidatura de Ernesto II preocupaba tanto a Francia como a Rusia, pues al no tener hijos, el príncipe Alfredo podía llegar a sucederlo. Además Rusia insistía en la cuestión de la religión ortodoxa y señaló que el parentesco que existía entre el príncipe de Gales y el duque de Sajonia-Coburgo-Gotha era el mismo que unía al duque de Leuchtenberg con el zar de Rusia.
A pesar de todo, no fueron los recelos de las demás potencias protectoras las que frustraron las aspiraciones del duque: la reunión en Bruselas entre Leopoldo I, Ernesto y el ministro del Reino Unido, lord Palmerston, había sido un completo fracaso, pues Ernesto II se negó a renunciar a su ducado. Además, los intentos de los Sajonia-Coburgo-Gotha de encontrar a un príncipe alemán que heredase el trono a su muerte —dada la falta de prole de Ernesto— no tuvieron éxito, pues los príncipes Felipe y Augusto de Sajonia-Coburgo y Gotha-Koháry eran católicos y sus padres, Augusto de Sajonia-Coburgo y Gotha-Koháry y Clementina de Orleans, rechazaron la idea de que uno de sus hijos se convirtiera a la fe ortodoxa para ascender al trono. Por tanto, Ernesto II renunció a aspirar a la corona de Grecia el 31 de enero de 1863 y confirmó su renuncia el 2 de febrero.

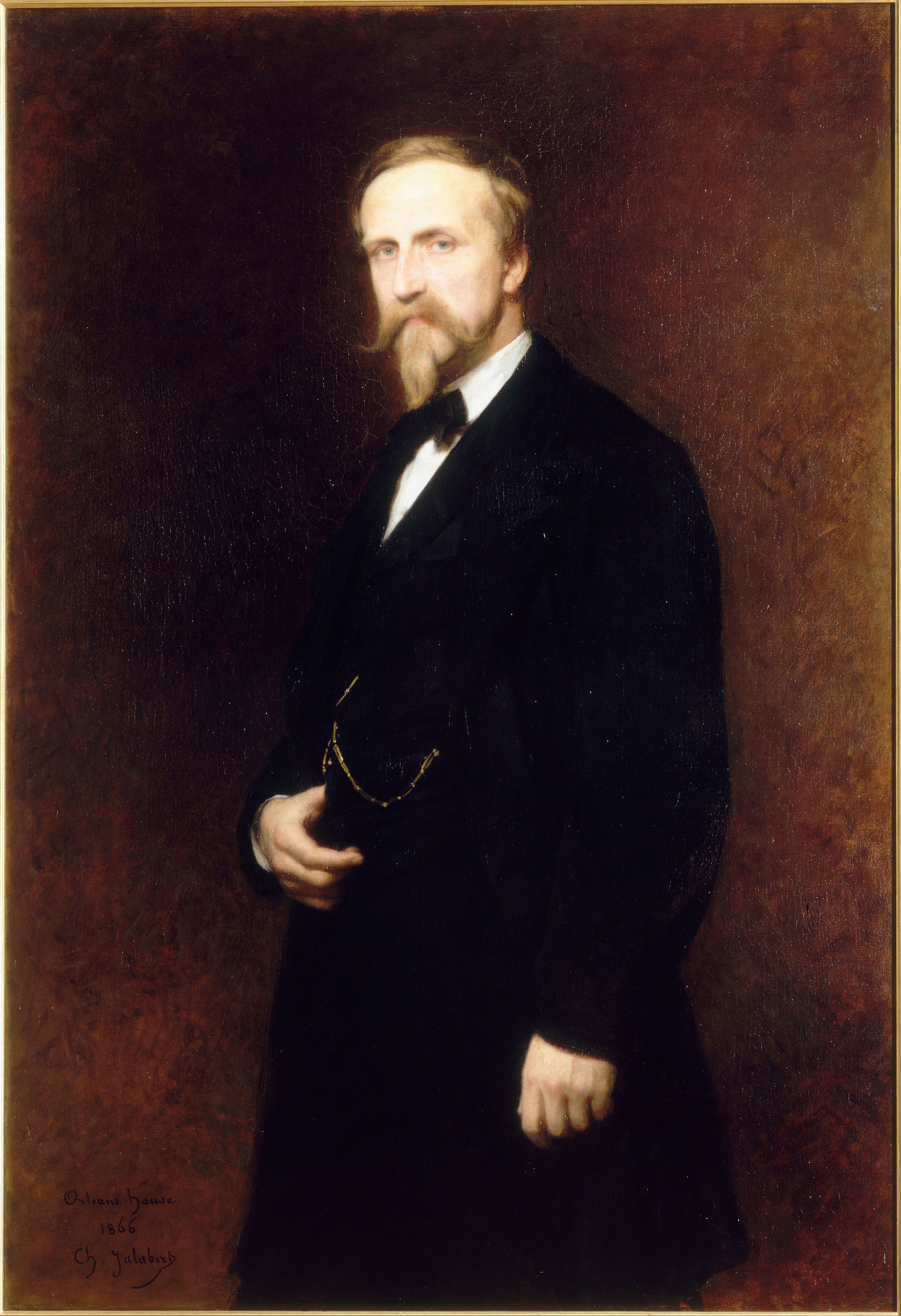
Enrique de Orleans, duque de Aumale.

### Una expectativa desalentadora para Grecia

#### Los griegos se impacientan
La incapacidad del gobierno y las potencias protectoras para encontrar un nuevo soberano hizo que creciera la inestabilidad en el Reino de Grecia, que fomentó la creación de diferentes grupos de presión, que apoyaban a candidatos diversos. Los Mavromichalis propugnaban el regreso de un Wittelsbach, el clan Mavrocordato seguía prefiriendo al príncipe Alfredo, mientras que el partido militar de Dimítrios Grivas abogaba por la candidatura del duque de Aumale y otros grupos optaban por la candidatura de un príncipe de Saboya.
Al mismo tiempo, la «gran idea» volvió a ser una prioridad para los helenos y las autoridades se plantearon la posibilidad de que se desatara una guerra en contra del Imperio otomano. El vandalismo y los disturbios empezaron a crecer en varias partes del Reino griego. Decidido a contrarrestar la influencia británica en Grecia, el gobierno ruso ofreció su apoyo al movimiento expansionista y, junto con el Reino de Italia y el de Baviera, favoreció la restauración de los reyes derrocados por el levantamiento de octubre de 1862.
El 2 de febrero, el gobierno interino griego emitió una serie de decretos que reafirmaron la destitución de Otón I, Amalia de Oldemburgo y toda la Casa de Wittelsbach. Otro decreto reconoció el resultado del referéndum de 1862 y la elección de Alfredo como rey de los helenos, una vez que el Reino Unido ya había rechazado la propuesta de proclamar soberano a Alfredo, lo que dañó gravemente la relación entre el Reino Unido y los helenos. Fue sin embargo el rechazo de la reina Victoria a aceptar la candidatura del duque Ernesto lo que más socavó el prestigio británico.

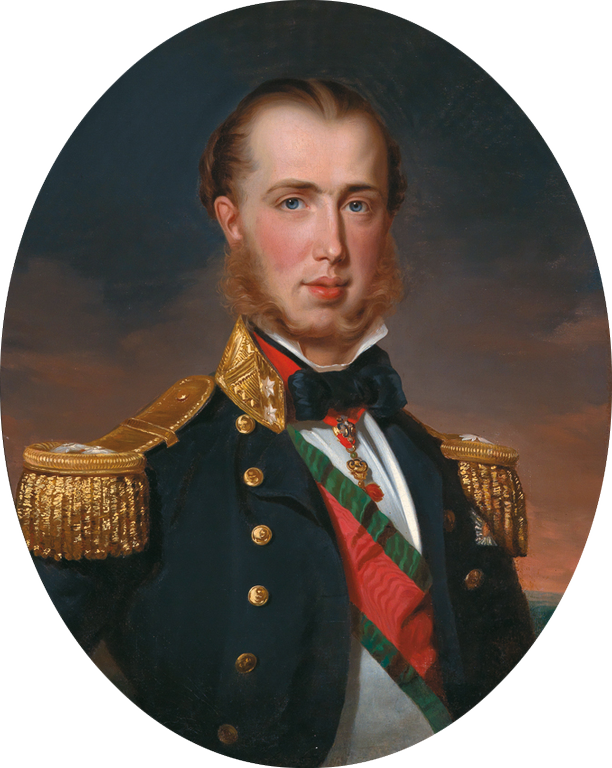
El archiduque Maximiliano de Austria, futuro emperador de México.

#### Los nuevos candidatos desisten
Tras la negativa de los dos candidatos, los británicos tenían previsto ofrecer la corona de Grecia al príncipe Ernesto de Leiningen, sobrino de la reina Victoria. Pero este rechazó la propuesta antes de que se hiciera pública. Fue entonces cuando el Reino Unido empezó a mostrar su desaliento e informó al embajador griego, Spiridon Trikoupis, de que carecía de sugerencias sobre nuevos aspirantes al trono de Grecia. A pesar de todo, lord Palmerston y el gobierno británico insistieron al gobierno griego en que debía escoger un rey que tuviera su apoyo si deseaba obtener la cesión de las islas Jónicas, por lo que debía rechazar las candidaturas de Guillermo de Baden y del duque de Aumale.
Los últimos candidatos aún aceptables por el Reino Unido eran los príncipes Nicolás de Nassau (de quien Napoleón III estaba en contra), Eduardo de Sajonia-Weimar-Eisenach (quien había luchado contra Rusia en la guerra de Crimea), Maximiliano de Austria (que estaba enfrascado en la segunda intervención francesa en México) y Guillermo de Dinamarca, considerado muy joven por las cancillerías europeas.
Francia, por su parte, tenía previsto ofrecer la corona griega a Leopoldo de Hohenzollern-Sigmaringen y el 17 de febrero se le hizo la propuesta. Pero Leopoldo la rechazó oficialmente el 22 de febrero y Francia se abstuvo en adelante de realizar cualquier nueva intervención en el asunto de la elección del nuevo soberano griego.

#### ¿El regreso de los Wittelsbach?

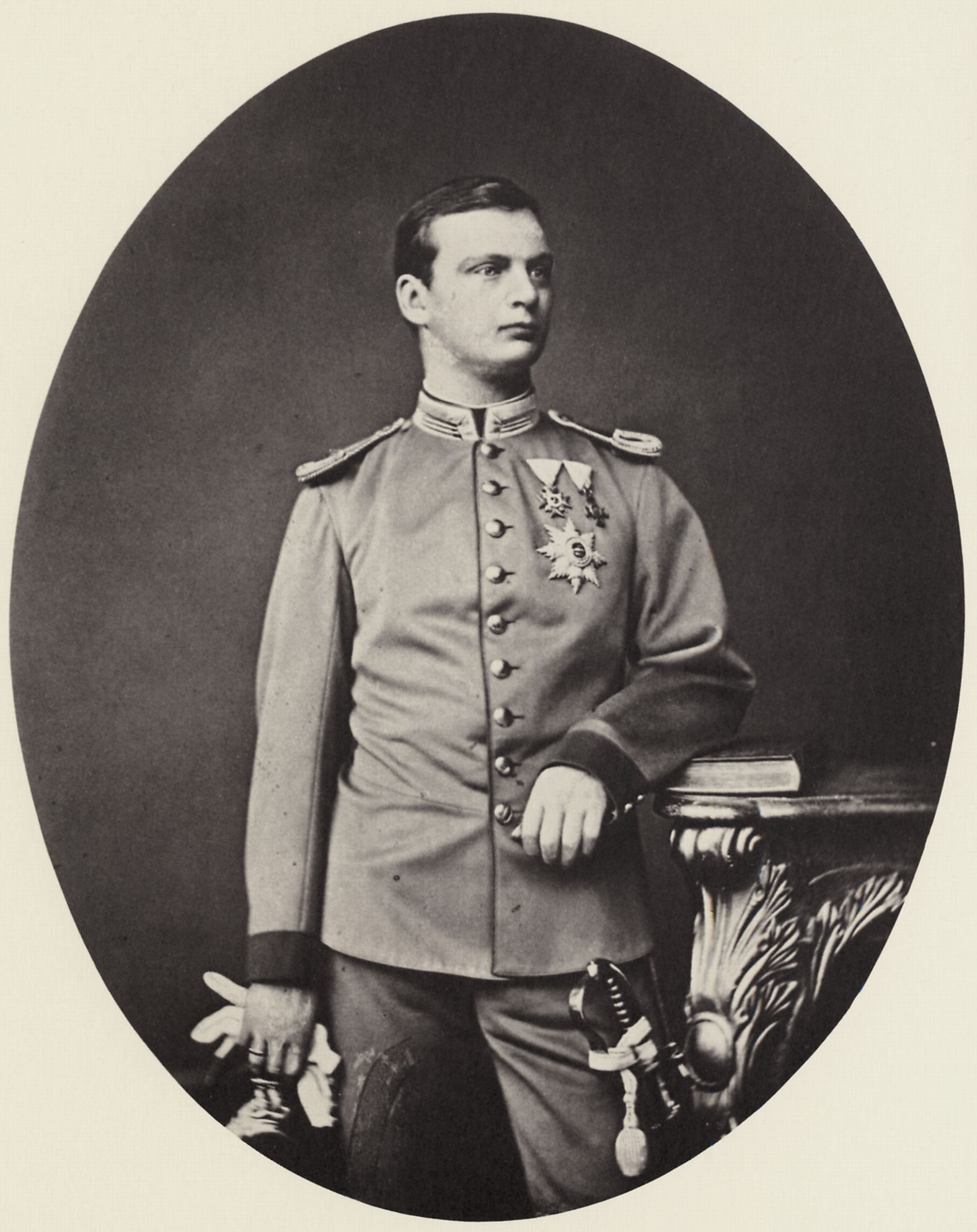
Luis III de Baviera, sobrino de Otón.

Los sucesivos fracasos de las potencias protectoras para elegir un nuevo soberano de los helenos inquietaron a la opinión pública y originaron dos fracciones extremas: la de los liberales, favorables a la Casa de Saboya (con el príncipe de Carignano a la cabeza), y la que prefería la Casa de Wittelsbach (con Luis III al frente).
Mientras en Austria se oponían a la candidatura de un Saboya, en el Reino Unido estaban en contra de la candidatura de un familiar del exrey Otón, mientras que Francia y Rusia terminaron respaldando la candidatura del bávaro. Por tanto Rusia dejó de considerar vacante el trono heleno y Francia hizo saber de que no se oponía al retorno de los Wittelsbach.
Mientras tanto, en Grecia surgieron rumores de que los embajadores de Austria y Baviera estaban conspirando con el clan Mavromichalis para devolver el trono a los Wittelsbach y el 19 de febrero el gobierno provisional protestó oficialmente por la actuación del vicecónsul austríaco en Kalamata, que había desembarcado tropas de un buque de guerra.
Ante el riesgo de la restauración de un bávaro, los diputados griegos, animados por el Reino Unido, firmaron el decreto de destitución de Otón el 16 de febrero. Entre los días 26 y 27 de febrero, un motín en Atenas derrocó el gobierno provisional de Voulgaris, Rufos y Kanaris y lo sustituyó por otro que presidió Aristidis Moraitinis. Las oficinas de representación diplomática en el extranjero fueron cerradas por razones económicas. El embajador de Baviera en Grecia fue arrestado y el de Austria, amenazado con la expulsión. Dada la situación, la posibilidad de devolver el trono a los Wittelsbach era casi nula. Por tanto, la cuestión de la sucesión real siguió sin resolverse, especialmente después que el gobierno italiano diese a conocer el 21 de marzo de 1863 la negativa de los Saboya a gobernar Grecia.

#### Grecia en busca de un nuevo candidato
Deseando acercarse a Francia, el gobierno provisional griego pidió en marzo de 1863 al embajador francés, Nicolás Prosper Bourée, información sobre el príncipe Guillermo de Baden, que había concertado esponsales con María de Leuchtenberg, sobrina del zar de Rusia. Sin embargo, en Francia temían enfrentarse a nueva respuesta negativa; hicieron saber al gobierno provisional que dependía de Grecia contactar al príncipe Guillermo, pero aseguraron su apoyo y propusieron a Guillermo de Hesse-Philippsthal-Barchfeld en caso de rechazo de que el príncipe de Baden también declinase aceptar el trono griego. El gobierno británico rechazó por su parte la iniciativa griega y, si bien Guillermo de Baden parecía ganar apoyo popular en Grecia, en el Reino Unido menguó la disposición a ceder las islas Jónicas.

## La elección de Jorge I de Grecia

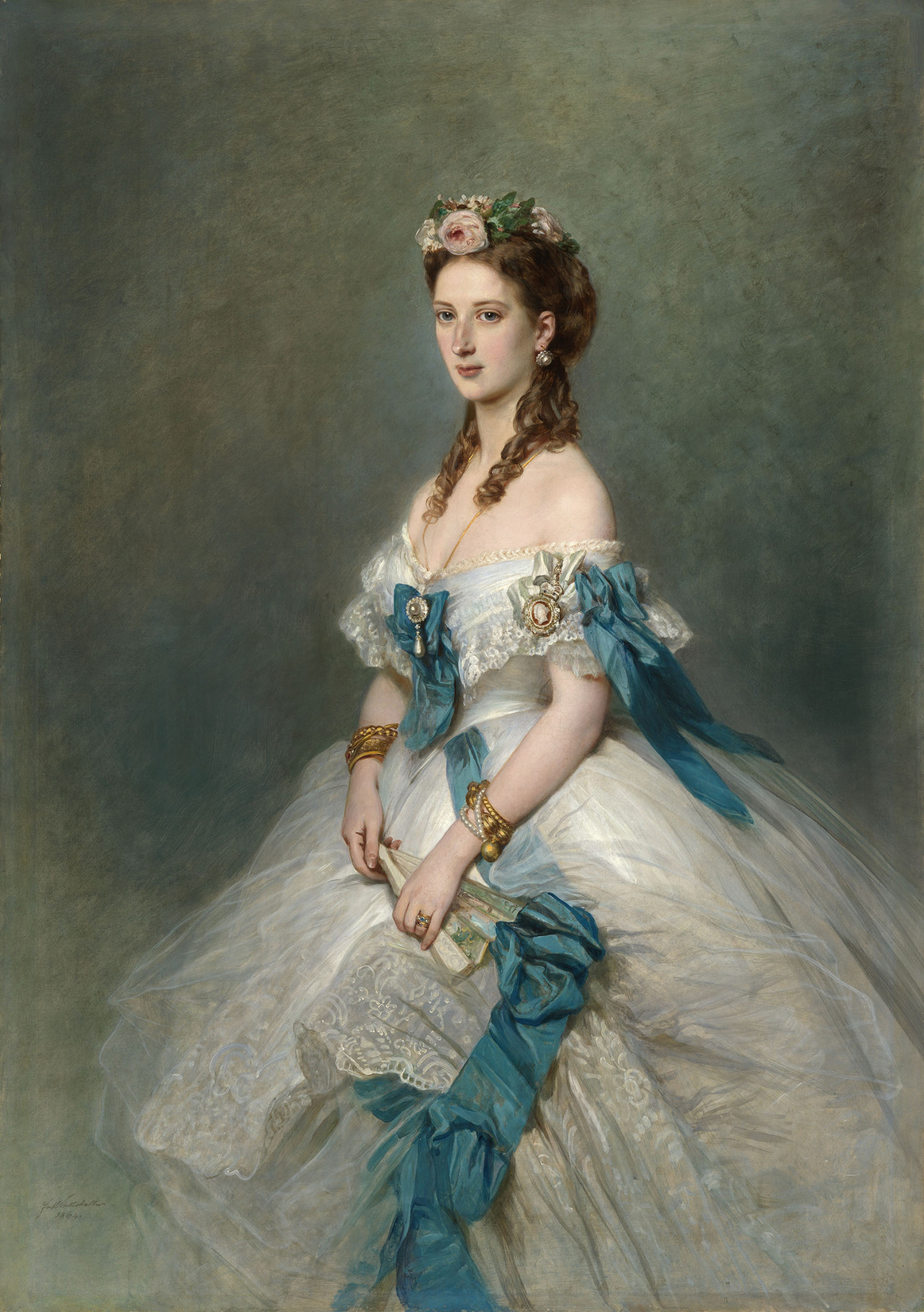
Alejandra de Dinamarca, princesa consorte de Gales y hermana de Guillermo.

Eduardo VII, príncipe de Gales, contrajo matrimonio con la princesa Alejandra de Dinamarca en el Castillo de Windsor el 10 de marzo de 1863. Unos días después, el gobierno británico ideó un ambicioso plan para colocar al hermano menor de la princesa consorte de Gales, Guillermo de Dinamarca, en el trono de los helenos y se apresuró a pedir la opinión de Francia sobre la candidatura del príncipe danés, que resultó favorable.
El 24 de marzo Rusia expresó su apoyo a la candidatura del joven príncipe —el zarévich Nicolás estaba prometido a otra de las hermanas del príncipe danés— y se mostró contenta con la llegada al trono griego de los Schleswig-Holstein-Sonderbourg-Glücksbourg. El Reino Unido informó al gobierno provisional griego sobre el apoyo de las potencias protectoras al príncipe y ordenó que su embajada promoviera la elección de Guillermo como rey de los helenos.
Aliviada por haber hallado finalmente a un nuevo soberano, la Asamblea de Grecia eligió por unanimidad al príncipe danés el 30 de marzo de 1863 y lo proclamó oficialmente «Jorge I, rey de los helenos», tanto en Atenas como en las provincias; la población del reino e incluso los griegos del Imperio otomano celebraron la elección del nuevo monarca.
A pesar de todo, la cuestión de la elección de un nuevo rey estaba lejos de resolverse, ya que en el Reino de Dinamarca los padres del príncipe estaban descontentos con la idea de enviarlo a gobernar en Grecia y tardaron más de dos meses en aceptar oficialmente la elección de Guillermo como rey de Grecia.

### Las reservas del príncipe Cristián

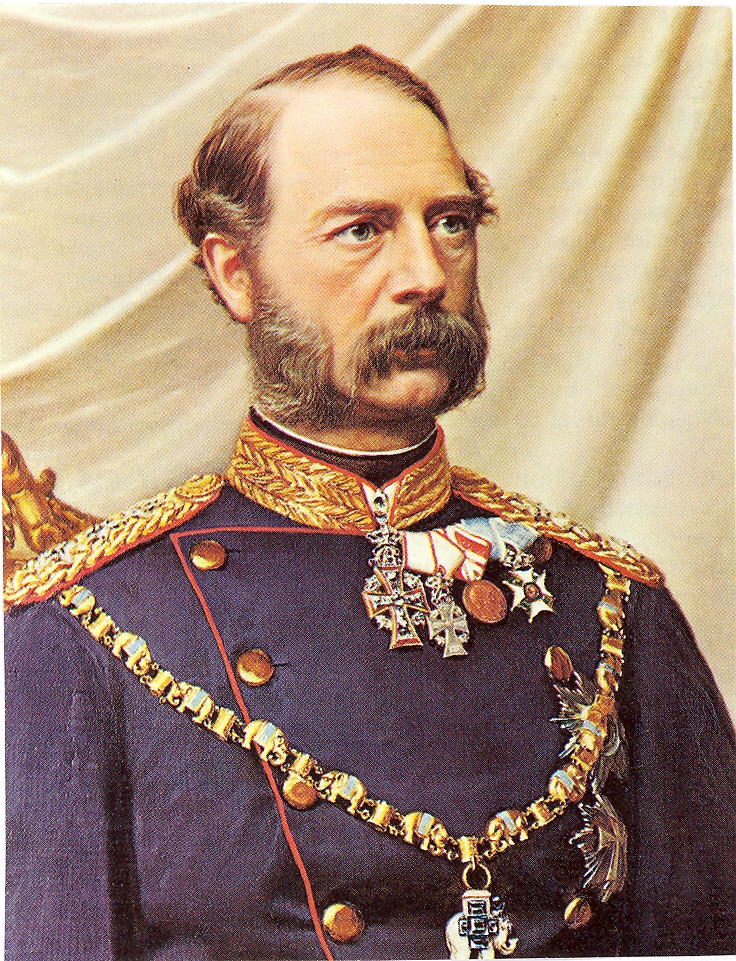
El príncipe danés Cristián, futuro rey Cristián IX del reino escandinavo.

El 24 de marzo, el gobierno británico se puso en contacto con Copenhague para pactar con el rey la elección del príncipe danés. Encantado, el rey Federico VII respondió favorablemente a la propuesta británica, pero insistió en pedir el consentimiento del príncipe y sus padres, el príncipe Cristián y Luisa de Hessel-Kassel.
Guillermo quedó rápidamente seducido por la idea de ascender al trono de Grecia. Sus padres, por el contrario, se negaron a aceptar la elección de su hijo, pues afirmaban que, mientras Otón no abdicara, el trono heleno le pertenecía legítimamente a los Wittelsbach. Temían además por el futuro de su hijo y solicitaron diversas garantías financieras y territoriales a las potencias protectoras. Por su parte, el gobierno danés insistió en que el príncipe Guillermo pudiese permanecer en la religión luterana y que tan solo sus hijos se viesen afectados por la obligación constitucional de convertirse a la fe ortodoxa griega.
El gobierno danés se enteró el 1 de abril de la elección oficial del príncipe Guillermo por parte de la Asamblea Nacional Griega. Pero lejos de estar contento con la noticia, lo vio como una falta de respeto por parte del Reino Unido. Ello no impidió que británicos y daneses pasasen semanas negociando en Copenhague la elección del príncipe, pues en Dinamarca esperaban el apoyo británico en la guerra de los ducados contra Prusia y Austria a cambio del apoyo danés en la elección al trono de Grecia.

### La delegación griega en Copenhague

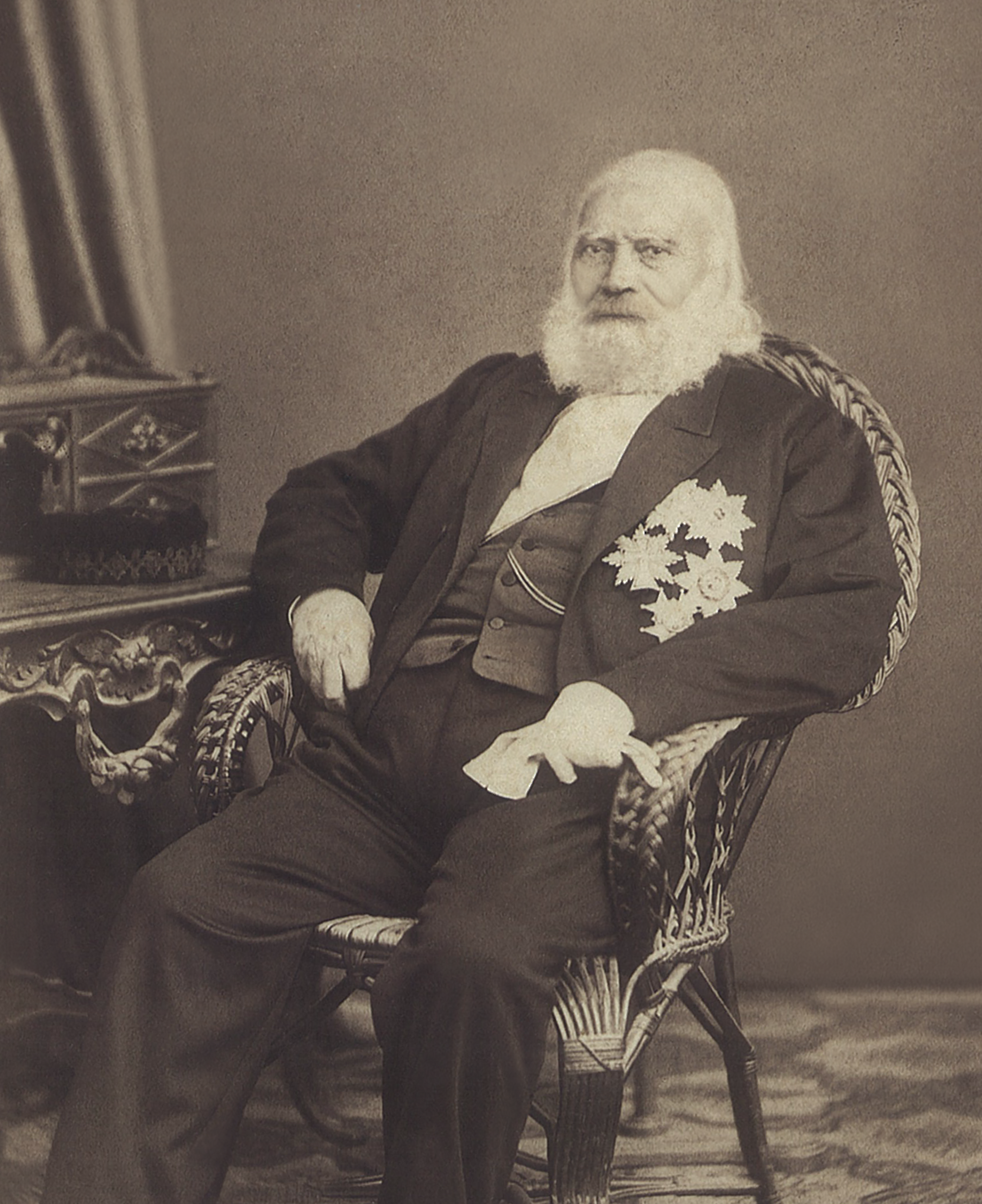
Fotografía oficial de Constantino Kanaris, exgobernador provisional de Grecia y jefe de la delegación griega en Copenhague.

El mismo día, 1 de abril de 1863, la Asamblea Nacional Griega reiteró oficialmente el deseo de anexión de las islas Jónicas al Reino de Grecia y formó una delegación oficial que debía viajar a Dinamarca para ofrecer la corona a Guillermo. La integraban el almirante Constantino Kanaris, héroe de la guerra de independencia griega y miembro del Partido Ruso; Thrasivulos Zaimis, miembro del Partido Inglés; Dimitrios Grivas, miembro del Partido Francés; Jorge Mavrocordato, miembro de una poderosa familia fanariota; el mayor Mollas, el capitán Scouzès, el teniente Reinech, el profesor Filemón y el doctor Stavros.
La delegación partió de Atenas rumbo a Copenhague el 11 de abril, y llegó a su destino el día 25 del mismo mes. Mientras tanto en Grecia se conoció la reticencia danesa a la elección de Guillermo y corrieron rumores que afirmaban que la exreina Amalia utilizaba sus vínculos familiares para impedirla. La incertidumbre hizo resurgir la inestabilidad y el bandolerismo en el país.
La delegación griega fue recibida extraoficialmente el 26 de abril por el primer ministro danés, Carl Cristian Hall, y el rey Federico VII. La delegación, encabezada por Kanaris, entregó una carta al soberano danés en la que le daba a conocer el objetivo del viaje. La acogida a los griegos fue cordial, aunque estos se sintieron decepcionados por la falta de premura danesa para aceptar la elección del nuevo rey.

### La conferencia de Londres de 1863
Una conferencia internacional reunió en Londres desde el 29 de abril de 1863 a representantes de las potencias protectoras de Grecia y de otros países para resolver el asunto de la sucesión griega. Para las grandes potencias protectoras, el trono de Grecia estaba vacante; no así para los Wittelsbach, que trataron de impedir el advenimiento de Guillermo al trono de Grecia. El Reino de Baviera persistió en su repudio a aceptar el derrocamiento de su dinastía y que el trono griego se encontrase vacante y, por tanto, se negó a mandar a un representante a la conferencia. Las potencias optaron finalmente por soslayar el rechazo bávaro y el 27 de mayo proclamaron la vacancia del trono y la necesidad de encontrar un nuevo rey para el país balcánico.
Esta declaración tranquilizó a los daneses. El rey Federico VII presionó al príncipe Cristián para que aceptara la elección de su hijo; Cristián terminó por ceder el 11 de junio. Por lo tanto, se organizó en Londres una segunda conferencia entre las potencias protectoras y representantes de Dinamarca el 5 de junio y, tras una jornada de charlas, se firmó un nuevo protocolo: Guillermo fue reconocido oficialmente como «rey de los griegos» y se declaró la cesión de las islas Jónicas al Reino de Grecia. Otros artículos del documento trataban sobre la lista civil, la obligación de los hijos de Guillermo de ser educados en la fe ortodoxa y el mantenimiento tanto para el monarca como para sus descendientes de la nacionalidad danesa.

### La proclamación de Jorge I

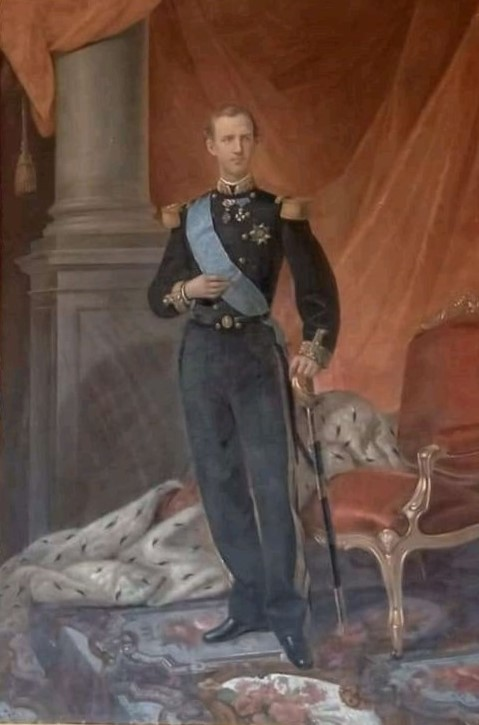
Jorge I el día de su proclamación.

La delegación griega fue recibida oficialmente en el Palacio de Christiansborg el 6 de junio de 1863 para proclamar allí al príncipe danés como «Jorge I, rey de los helenos». En salón principal se colocó un trono con un manto de armiño. A su derecha, se encontraban el príncipe Cristián y el príncipe Guillermo. Las puertas del salón se abrieron a las 12:00 y la familia real danesa llegó al salón ceremonial con un séquito de altos dignatarios y de representantes de las potencias protectoras, y poco después lo hizo la delegación griega encabezada por el almirante Constantinos Kanaris. Este fue el primero en hablar: se dirigió al rey Federico VII y le comunicó la elección de Guillermo; el soberano nórdico aceptó la elección del príncipe y expresó el deseo del Reino Unido de ceder las islas Jónicas a Grecia; seguidamente, el príncipe fue laureado con la Orden del Elefante.
La delegación griega se dirigió al nuevo soberano alrededor de las 13:00 horas para felicitarlo por su advenimiento y Guillermo, ya Jorge I de Grecia, ofreció un discurso en el que prometió ganarse la confianza de los griegos y respetar la legalidad constitucional durante su reinado. El Reino de Grecia tenía un nuevo rey tras siete largos meses de crisis institucional.
Esa misma noche, Federico VII ofreció un cena de estado en el comedor del palacio real danés, a la cual asistieron 250 invitados (incluidos los miembros de la delegación griega, quienes fueron condecorados por el rey). La proclamación de Jorge fue recibida con vítores de júbilo por los habitantes de Copenhague. Esa misma noche llegó un telegrama de Atenas informando la recepción de la noticia por parte de los griegos:

El asunto de la corona está finalmente resuelto; el príncipe Guillermo ascendió al trono de Grecia bajo el nombre de Jorge I. Dos comunicados de la delegación griega en Copenhague anunciaron este feliz resultado para nosotros el miércoles y el jueves. Ambos comunicados fueron leídos por el canciller en la Asamblea Nacional, tras lo cual todos los diputados se levantaron de sus asientos y con la cabeza descubierta gritaron: ¡viva el rey! e inmediatamente después el presidente de la Asamblea dio la orden de organizar el festival que estamos celebrando hoy (sábado). El festival fue inaugurado al amanecer por una ráfaga de cañones, y a las 10:00 se cantó el Te Deum en la catedral en el presencia de los diputados, del cuerpo diplomático, los ministros y los oficiales superiores, así como una gran cantidad de ciudadanos. Soldados de la guardia nacional desfilaron en las afueras de la Catedral. Esta tarde toda la ciudad se iluminará y las bandas tocarán en todos los lugares públicos. Es imposible describir el entusiasmo que prevalece aquí.

## Consecuencias de la elección

### El título real
A diferencia de Otón, el rey Jorge I no fue elegido «rey de Grecia» (en griego: Βασιλιάς της Ελλάδας) sino «rey de los griegos», pues el primer título se había convertido en una distinción de un gobierno despótico, mientras que el segundo plasmaba la aspiración de que él gobernaría sobre todos los griegos, incluso aquellos que vivían allende las fronteras del Reino de Grecia.
El Imperio otomano, en el que había una minoría griega, protestó oficialmente ante las grandes potencias protectoras por la atribución de ese título y el 3 de agosto de 1863 se firmó un protocolo internacional mediante el cual el título de «rey de los griegos» se cambió oficialmente por el de «rey de los helenos», lo que apenas satisfizo a la Sublime Puerta.

### La anexión de las islas jónicas

En azul, las islas que formaban el protectorado británico de los Estados Unidos de las Islas Jónicas desde 1815 y que fueron transferidas al Reino de Grecia en 1864 por medio del Tratado de Londres.

Bandera del protectorado británico de los Estados Unidos de las Islas Jónicas.

Además del título real, el protocolo del 1 de agosto dispuso la cesión de las islas Jónicas al Reino de Grecia, que los representantes del Reino Unido, Francia, Rusia, Prusia y Austria reconocieron oficialmente.
Sin embargo, en teoría el Reino Unido solamente mantenía un protectorado sobre las islas, por lo que hubo de solicitar la aquiescencia de la Asamblea insular a la cesión; lo obtuvo el 19 de octubre y en noviembre se organizó una nueva convención en Londres en la que se reconoció oficialmente la entrega de las islas Jónicas a Grecia a cambio de la neutralización del territorio y la destrucción de sus fortalezas.
Finalmente un último tratado bilateral greco-británico (Tratado de Londres), firmado el 29 de marzo de 1864, hizo posible la anexión, pero la neutralización se terminó limitando a Corfú y Paxoí; las guarniciones británicas abandonaron las islas el 2 de junio de 1864.

### Devolución de las insignias reales
Cuando Otón y Amalia fueron destituidos, llevaron consigo al exilio en Baviera las insignias del reino —la corona, el cetro y el orbe regalados por las potencias protectoras para la coronación de los reyes de Grecia— cuando abandonaron el reino. Se negaron a reconocer la legitimidad del nuevo soberano y, en consecuencia, a entregarle las insignias; las legaron a la Casa de Wittelsbach. El duque Alberto de Baviera, jefe de la Casa de Wittelsbach, envió a su hijo Max Emanuel a Atenas en diciembre de 1959 —casi un siglo después de la destitución de los reyes— para reconocer oficialmente el gobierno de los Glücksburg sobre el Reino de Grecia y entregárselas a Pablo I de Grecia.

### Sobre la elección y su negociaciones
- Lhéritier, Michel (1925). L'Avènement de la dynastie danoise en Grèce (1862-1863) (en francés).
- Jelavich, Bárbara (1961). « Russia, Bavaria and the Greek Revolution of 1862/1863 » (en francés) II.
- Defrance, Olivier (2001). La vacance du trône de Grèce en 1862 et les candidatures cobourgeoises (en francés) I.
- Minet, Paul (1991). « King-Making in Nineteenth Century Greece », Royalty Digest (en inglés).
- Prevelakis, Eleutherios (1953). British policy towards the change of dynasty in Greece, 1862-1863. Atenas.

### Personas y familias ligadas a la elección
- Mateos Sainz de Medrano, Ricardo (2004). La Familia de la Reina Sofía, La Dinastía griega, la Casa de Hannover y los reales primos de Europa. Madrid: La esfera de libros. ISBN 84-9734-195-3.
- Christmas, Walter (1914). King George of Greece (en inglés). Nueva York: MacBride, Nast & Co. ISBN 1402175272.
- Van der Kiste, John (2013). Alfred: Queen Victoria's Second Son (en inglés). Fonthill. ISBN 978-1-78155-319-0.
- Alexandre, Philippe; de L'Aulnoit, Béatrix (2000).  Laffont, Robert, ed. La dernière reine : Victoria, 1819-1901 (en francés). ISBN 2221090640.
- Defrance, Olivier (2004). Léopold Ier et le clan Cobourg (en francés). Bruselas: Ediciones Racine. ISBN 978-2-87386-335-7.
- de Sajonia-Coburgo-Gotha, Ernesto II (2001) [1888]. Memoirs of Ernest II, Duke of Saxe-Coburg-Gotha : Volumes 3 and 4. Embracing Period 1850-1870 (en inglés). Londres: Adaman Media Corporation. ISBN 1402176244.
- Bilteryst, Damien (2014). Philippe Comte de Flandre : Frère de Léopold II (en francés). Bruselas: Ediciones Racine. ISBN 978-2-87386-894-9.
- Defrance, Olivier (2007). La Médicis des Cobourg : Clémentine d’Orléans (en francés). Bruselas: Ediciones Racine. ISBN 2873864869.
- Paoli, Dominique (2008). L'Impératrice Charlotte : « Le soleil noir de la mélancolie » (en francés). Perrin. ISBN 2262021317.
- Van der Kiste, John (1994). Kings of the Hellenes : The Greek Kings, 1863-1974 (en inglés). Sutton Publishing. ISBN 0750921471.

### Historia de Grecia
- Clogg, Richard (1998). Historia de Grecia (Helena Aixendri Boneu, trad.). Cambridge: Cambridge University Press. ISBN 8483230402.

- Driault, Édouard; Lhéritier, Michel (1925-1926). Histoire diplomatique de la Grèce de 1821 à nos jours : Le Règne d'Othon - La Grande Idée (1830-1862) (en francés) II. París: Les Presses universitaires de France.
- Morcillo Rosillo, Matilde (1997). Las relaciones diplomáticas y comerciales entre España y Grecia: visión española de la historia griega (1833-1913).. Ciudad Real: Universidad de Castilla-La Mancha. ISBN 8489492727.
- Driault, Édouard; Lhéritier, Michel (1926). Histoire diplomatique de la Grèce de 1821 à nos jours : Le Règne de Georges Ier avant le traité de Berlin (1862-1878) - Hellénisme et slavisme (en francés) III.
- del Cabo, Isabel (2005). Turquía, Grecia y Chipre: historia del Mediterráneo oriental. Barcelona: Edicions Universitat Barcelona. ISBN 978-84-475-2967-4.
- Pantelis, Antonis; Koutsoubinas, Stephanos; Gerapetritis, George (2010). Elections in Europe : A Data Handbook (en inglés). Baden-Baden: Nomos. ISBN 9783832956097.
- Clogg, Richard (1979). A Short History of Modern Greece (en inglés). Cambridge: Cambridge University Press. ISBN 0521338042.
- Llewellyn Smith, Michael (2004). Olympics in Athens : 1896 (en inglés). Londres: Profile Books. ISBN 1-8619-7342-X.
- Montague Woodhouse, Christopher (1968). The Story of Modern Greece (en inglés). Londres: Faber and Faber Limited. ISBN 9780571085842.
- Clogg, Richard (1992). A Concise History of Greece (en inglés). Cambridge: Cambridge University Press. ISBN 0-521-37830-3.
- Terrades, Marc (2005). Le Drame de l'hellénisme : Ion Dragoumis (1878-1920) et la question nationale en Grèce au début du xxe siècle (en francés). París: L'Harmattan. ISBN 2-7475-7788-0.
- Tsoucalas, Constantin (1970).  Maspero, François, ed. La Grèce de l'indépendance aux colonels. Petite collection Maspero (en francés).
- Contogeorgis, George (1992). Histoire de la Grèce. Nations d'Europe (en francés). París: Hatier. ISBN 9782218038419.